# Rise (Kopftuch)

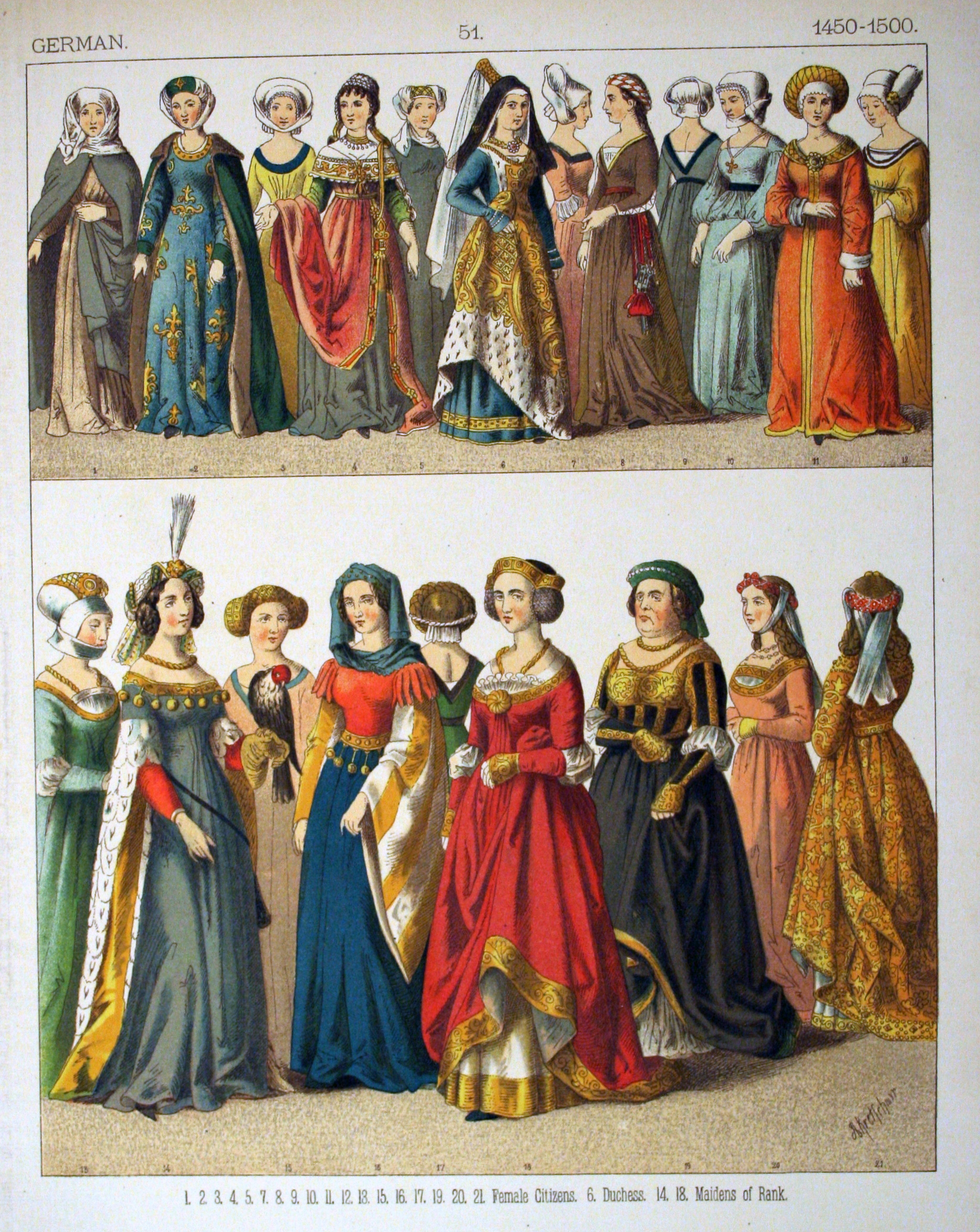
Frauen mit Kinntüchern, den sogenannten Risen, in Figur Nr. 10 und Nr. 13 dargestellt (Albert Kretschmer)

Eine Rise ist ein Kinntuch, das zur Kleidung der Frauen des Mittelalters gehörte und vom 13. bis zum 15. Jahrhundert getragen wurde. Im 16. Jahrhundert tragen nur noch ältere Frauen das Kinntuch zusammen mit ihren mächtigen Hauben.
Nach Matthias von Lexer: "im weiteren sinne war rîse auch das ganze gebende". Die Rise wurde in Höhe der Schläfen am Gebende oder im Haar befestigt und oft auch mit einem Kopfschleier getragen. Die Rise als "Wangen- und Kinnbinde" war wohl aus festerem Material etwa wie Batist. In Ulrichs von Liechtenstein Frauendienst trägt der Held eine Rise als Helmschmuck, ein Symbol der Frauengunst.
In der Spätform war die Rise lang herabfallend und am Saum mit Rüschen verziert. In sozial höheren Schichten war die Rise oft auch aus Seide und mit Stickerei versehen.